# Aeroporto di Formosa
L'aeroporto Internazionale di Formosa (Aeropuerto Internacional de Formosa in spagnolo), popolarmente conosciuto come Aeroporto El Pucú, è lo scalo aereo della città argentina di Formosa, capoluogo dell'omonima provincia.
L'aeroporto è situato a 7 km a sud-ovest del centro cittadino lungo la strada nazionale 11.

## Storia
L'aeroporto fu costruito nel 1968 su iniziativa dell'aeronautica militare argentina.
Il 5 ottobre 1975 lo scalo fu assaltato da un gruppo di guerriglieri Montoneros che s'impossessarono di un Boeing 737 della compagnia nazionale Aerolíneas Argentinas. L'attacco all'aeroporto di Formosa fu uno dei cinque assalti programmati all'interno dell'Operazione Primicia.